# Indoleon audax
Indoleon audax is een insect uit de familie van de mierenleeuwen (Myrmeleontidae), die tot de orde netvleugeligen (Neuroptera) behoort. 
Indoleon audax is voor het eerst wetenschappelijk beschreven door Walker in 1853.